# Pyxiloricaria
Pyxiloricaria is een monotypisch geslacht van straalvinnige vissen uit de familie van de harnasmeervallen (Loricariidae).

## Soort
- Pyxiloricaria menezesi Isbrücker & Nijssen, 1984